# 篠崎かんな
篠崎 かんな（しのざき かんな、1993年8月15日 - ）は、日本の元AV女優。ARROWS所属。

## 略歴
2019年1月にデビューした豊満体形で巨乳のAV女優。もともと演劇をしており、知人に社会科見学のような形で面接を誘われたのがデビューのきっかけ。
2019年12月4日、スカパー!アダルト放送大賞2020にて、新人女優賞にパラダイステレビ推薦でノミネート。
「走り切った」と感じたこと、2020年7月31日をもってのAV業界引退を発表。本来はスカパー!アダルト放送大賞の結果を待ってからにしたかったが、家庭の事情でこの日時での発表になったとのこと。
2024年4月8日週FANZA動画フロアランキングにて、2023年1月発売の出演作『【福袋】【人気シリーズ厳選！】母の親友 まるごと15タイトル1534分』（VENUS）が急上昇し、2位にランクイン。

## 人物
100センチあるヒップがチャームポイントだが、中学生時代はコンプレックスだった。AVデビューしてコンプレックスが解消されたという。ただしデビュー後は恵体を目立たせるワンサイズ小さい衣装や、体に張り付く衣装が多く毎回「大丈夫かなぁ」と思っているという。
性の目覚めは幼稚園のときにこっそり読んだ、親戚の兄の部屋にあったエッチな漫画。デビュー時点では既婚者。
もともとAVには興味がなかったが、社会科見学のつもり面接に行き、プレステージからデビューできるということで決心した。

## 作品

### アダルトDVD
- ムッチムチGカップ×超肉感神尻 元国際線キャビンアテンダント AVデビュー（1月11日、KANBi）
- 叔母と僕のやらしい想い出（2月14日、センタービレッジ）※「赤名めぐみ」名義
- 熟女たちの隠された欲情 「面接なのに入れちゃダメー!」（2月28日（レンタル）/4月26日（セル）、アテナ映像）
- お願いだからババアと呼ばないで（3月1日、光夜蝶）
- 夫の傍でしか私を弄ばない息子の歪んだ性癖（3月1日、NON）
- 角オナニーをしている所を見てしまった僕に気づいた母さんは、発情した顔で僕を押し倒し、息子のムスコを味わい尽くすように弄んできたので思わず、たくさん射精しちゃった僕。（3月1日、NON）
- 性欲モンスターの息子に溺れていく私（3月29日、光夜蝶）
- ムチムチでブリンブリンな肉触感（3月29日、NON）
- おっぱいの大きな保育士の皆さん! 童貞くんにピンクの乳首をチューチュー吸わせてもらえませんか? 母性溢れる授乳手コキでガチ勃起したち●ぽをそのまま聖母のお股にぬぷっっ! 素人子宮に童貞ザーメン生中出し!（4月12日、赤面女子）
- 極美肉感ボディ 究極豊満スタイル愛人と理性吹き飛ぶ中出し不倫性交（4月13日、E-BODY）※「かんな」名義
- 巨乳デリヘル（4月13日、ゲインコーポレーション）
- 完熟生保レディの中出し契約テクニック（4月25日、センタービレッジ）※「赤名めぐみ」名義
- 私、脅迫されてます 美人教諭のムチ妻、屈辱奴隷堕ち。（4月26日、光夜蝶）
- ピチパンピチTのドジでドMのぽちゃ姉がたまらない（4月26日、NON）
- 妊娠OK!! 色気むんむんで迫ってくる爆乳ヤリマン不倫人妻（5月1日、ワンズファクトリー）
- 美麗顔騎妻（5月1日、V.O.C）
- 恐怖映像!! そのビデオカメラには怪奇現象なんかよりもっと恐ろしい映像が映り込んでいました。 肝だめしNTR（5月7日、マドンナ）
- べっとり汗まみれ痴女エステサロン（5月7日、プレミアム）
- ムッチムチGカップ×超肉感神尻 中出し懇願濃厚セックス 元国際線CA肉感性交第2弾!!（5月10日、KANBi）
- 本番なしのマットヘルスに行って出てきたのは隣家の高慢な美人妻。弱みを握った僕は本番も中出しも強要!店外でも言いなりの性奴隷にした（5月13日、溜池ゴロー）
- 夫婦で挑戦! 夫が美谷朱里の凄テクを20分我慢できたら賞金! 2回イカされちゃったら妻が寝取られ中出しSEX!!（5月13日、はじめ企画）※「かな」名義
- 大好きだったオナネタ女先生に童貞卒業のお願い! 元教え子との筆下しSEX! 夢中で腰振り合計12発!（5月15日、ピーターズ）
- 1時間限定! 昼休みに職場を抜けて便所でウリする生中OKパート妻（5月19日、エムズビデオグループ）
- 彼女のお姉さんは巨乳と中出しOKで僕を誘惑（5月19日、OPPAI）
- 豊満女子 デカ乳×デカ尻グイ揉みしだきSEX 3（5月19日、エンペラー/妄想族）※「かんな」名義
- 夫婦交換! 薄カベ一枚! 隣から聞こえてくる卑猥な音に疑心暗鬼! 火が点きW不倫（5月23日、SODクリエイト）※「山下あかね」名義
- スーツの似合う働く美女限定! マジックミラー号 透け透けスーパー銭湯 2 仕事で疲れたOLさんが職場の同僚と2人っきりでシースルー混浴体験（5月23日、ROCKET）※「ななみ」名義
- 旦那が不在の3日間、親友の愛する巨乳妻に孕ませ調教種付けプレス（5月24日、クリスタル映像）
- 全身イクイク敏感体質の 早漏巨乳人妻だけが働く無制限中出しソープランド（5月25日、本中）
- 同僚の妻は雌豚の香り（5月31日、光夜蝶）
- 豊満な姉は肉厚なカラダで僕をイヤしてくれる（5月31日、NON）
- 真面目がとりえの母さんと姉さん、僕の匂いを嗅ぐとチ●ポを弄ぶだけでは治まらず、挿入をせがむ近親相姦マニアに大変身。家族同士でこんなに変態行為にふける事はイケナイと分かっているのに勃起してしまう僕（5月31日、NON）
- アナルひくひく汗汁ぐっちょり!男に股がり腰振り乱す下品な痴女の肉尻性交（6月1日、Fitch）
- 性欲が強すぎる母(浮気癖あり)に、愛する彼氏を寝取られた。（6月1日、VENUS）
- 粘着カメコにハメまわされた元グラドル肉感妻（6月7日、クリスタル映像）
- 未だに現役で母さんを抱きまくる僕の絶倫オヤジに嫁が欲情して危険日狙って中出し逆夜這い（6月13日、溜池ゴロー）
- パンイチで締め出された隣の奥さんのむっちりボディがエロ過ぎて…（6月14日、Z-MEN）
- パパさん人気No.1の保母さんは実はこんなにエロかった! 僕のバツイチ○ポにまたがって桃尻うちつけ肉壺ピストン!!（6月14日、Z-MEN）
- 最高級ラグジュアリーオリエンタルスパ Vol.001（6月14日、BAZOOKA）
- 乳しゃぶり（6月28日、ドリームチケット）
- 僕のお義姉さんはデリヘル嬢（6月28日、NON）
- 爆乳ドMキャビンアテンダントの変態願望を叶える肉塊凌辱SEX（7月1日、Fitch）
- FPSレイパー 篠崎かんな 一人称視点で尾行!追跡!!調教!!!（7月1日、TEACHER/妄想族）
- 妻の性器の治安が悪く、私のココロが泣いている（7月13日、バルタン）
- 若妻 緊縛監禁中出し孕ませ調教（7月25日、ヒビノ）
- デカ尻ボインでムッチムチ♪（8月1日、MARRION）
- ボイン大好きしょう太くんのHなイタズラ（8月1日、 グローリークエスト）
- 妻が宅配業者に寝取られて、見て見ぬフリしか出来なかった記録。（8月7日、BeFree）
- 僕のねとられ話しを聞いてほしい ナマポ受給のパチプロ叔父の世の中ナメた堕落した巨根で寝盗られた妻（8月7日、JET映像）
- 母の親友（8月7日、VENUS）
- 淫語バスガイド（8月8日、ROCKET）
- あまりのデカマラに目を奪われて… 巨根で貫かれる中出し黒人温泉 ～夫の隣で痙攣堕ちする豊満妻・かんな～（8月13日、Fitch）
- 肉感的な人妻は初めての浮気がバレて旦那の上司に犯される（8月16日、MAXING）
- 篠崎かんな 義母レズ調教 レズ解禁作品（8月22日、アイエナジー）
- 「5分の我慢でSEXしてあげる」抵抗できない早漏射精 ムチムチ義姉さんの寝取り凄テク（8月25日、ダスッ!）
- 妻が旅行中、ふたりの巨乳義姉と過ごした2泊3日中出し生活―。（8月25日、マドンナ）
- 女医をオナホにする会（8月25日、h.m.p DORAMA）
- うまなみの兄にめろめろにされた弟嫁（8月29日、第一放送）[12]
- 今日から毎日、義理の息子に犯されます。（8月30日、NON）
- はだかの主婦 足立区在住 篠崎かんな (32)（9月1日、プラネットプラス）
- ねとられている美人ママが、SEX中、家族にお電話かけ放題!!2 withテロップ職人匠（9月7日、JET映像）
- 種付け義母に集団射精 むっちり義母はハメ放題（9月19日、ドグマ）
- 元彼と再会する妻  (9月26日、タカラ映像)
- 巨乳デカ尻セレブ奥様野外露出調教（10月1日、まぐろ物産）
- マンズリ大好き巨乳淫語保健の先生（10月3日、グローリークエスト）
- 友カノの寝取り顔を黙って売ってます（10月4日、NON）
- 篠崎かんな、まるっと4時間ほられっぱなし（10月4日、NON）※単体ベスト
- 誘惑する肉妻  (10月4日、光夜蝶)
- 断りきれないバニーガール撮影会（10月7日、パコパコ団とゆかいな仲間たち/妄想族）
- むっちりセレブ妻が僕のザーメンを喰い尽くす!（10月10日、センタービレッジ）
- 高飛車主婦快楽堕ち 日頃から見下していた住人たちに肉便器扱いされ悦ぶ色情メス（10月13日、アクアモール/HERO）
- 彼女が家族旅行で一週間留守にしたので彼女の巨乳女友達に中出ししまくりました。（10月19日、OPPAI）
- 中出し学級崩壊 保健室の先生である僕の妻がDQN生徒たちの性処理玩具にされ、校内で露出するド変態になっていた（10月19日、ミセスの素顔/エマニエル）
- 見ず知らずの汚れた手で‥ 妻の乳房が揉みくちゃにされた（10月26日、ながえSTYLE）
- 僕の姉の変態性癖をご覧ください（11月1日、ワープエンタテインメント）
- 爆乳ムチムチ妻の下品なマラ喰い肉欲生活（11月1日、プラネットプラス）
- 「ねぇ…オナニーし過ぎよ!」童貞息子を溺愛するデカ乳母が父に隠れて射精管理!何度も寸止めさせマ○コに連続大量中出し!（11月8日、V&R PRODUCE）
- 息子の嫁と義父（11月14日、タカラ映像）
- 寝取らせ願望のある旦那に従い出演させられた本物シロウト人妻 case10 専業主婦・山田可奈子(仮名) 33歳 東京都江東区在住 輪姦中出し了承 主人のためにネトラレます（11月21日、SODクリエイト）※「山田可奈子」名義
- 豊満ボディとデカ尻で誘惑してくる友人の妻 不倫ナマ姦メンズエステ（11月22日、人妻花園劇場）
- 罠に落された美人妻（11月25日、オーロラプロジェクト）
- 四六時中 義母に突っ込みっぱなし（11月29日、NON）
- 篠崎かんな、まるっと4時間やられっぱなし（11月29日、NON）※単体ベスト
- 小便不倫物語 ～人妻が強制飲尿M男いじめに目覚めるまで～（12月7日、犬）
- 社員を誘惑する乳首ビンビンデカ尻上司はやっぱり淫乱なドスケベ痴女（12月8日、WEEKENDER）
- ダイエットに励む豊満むっちりな嫁がうっかり義父の勃起薬を飲んでしまって発汗と絶頂が止まらない!（12月13日、Fitch）
- 憧れのカノジョ 篠崎かんな（12月20日、クリスタル映像）※単体ベスト
- むっちりすけべな俺の妻、我慢汁乾く暇なしのやりっぱなし性活（12月27日、NON）

- FPSレイパー 篠崎かんな 一人称視点で尾行!追跡!!調教!!!（1月7日、ティーチャー）
- 危険日直撃!!子作りできるソープランド18（1月9日、Mr.michiru）
- コタツの中でひっそり奥さんのマ○コに触れると糸を引くほど溢れ出す愛液! ご無沙汰過ぎて旦那が隣に居るにも関わらず何度も悶絶絶頂! 4 SPECIAL（1月17日、V&R PRODUCE）
- 光夜蝶は篠崎かんなをヤリまくる（1月31日、光夜蝶）※単体ベスト
- お前のカラダは犯罪だ!!息子がバカなのは学校の責任だから担任を呼び出して説教しようとした俺は…（2月7日、桃太郎映像出版）
- タダマンFile01 かんな27歳Gカップの肉感と精飲が凄すぎた記録（2月7日、ティーチャー）
- 「もう… 声出ちゃう…」父の横で眠るスーツ姿のご無沙汰デカ乳義母に欲情した息子が決死の覚悟で夜這い! 膣奥突かれた瞬間に目覚めた義母は喘ぎ声を押し殺しながら悶絶絶頂! 2（2月14日、V&R PRODUCE）
- 淫肉痴漢電車 痴漢集団に捧げられた人妻の肉体（2月19日、VENUS）
- お仕置き!!住み込み美熟女 派遣先の父子家庭が異常（3月13日、REAL）
- ムッチリ総合病院（3月19日、グローリークエスト）
- 憧れの女上司と（3月26日、タカラ映像）
- 篠崎かんな、まるっと4時間ガン突かれっぱなし（4月3日、NON）※単体ベスト
- ムチムチ激蒸れ!肉弾パンスト（5月1日、OFFICE K'S）
- こんな女を犯りたかった!密室拘束Gカップ（5月12日、ケートライブ）
- 寝取られ巨乳妻 06（5月23日、ビッグモーカル）
- 巨乳デカ尻ヤリマン妻ナンパ!中出し性処理調教 かんな Gカップ・ヒップ100（5月25日、賢者の食卓）
- 性交渉不能の夫の代理セックス 妊娠目的スワップ（5月25日、ながえStyle）
- 篠崎かんな、まるっと4時間　全員に突っ込まれっぱなし（7月3日、NON）[13]
- モーレツ肉感奥様のハレンチ過剰ご奉仕（7月7日、桃太郎映像出版）
- 旦那とだけじゃ勿体ない! 淫臭ムンムンな雌妻達の本イキ性交（7月13日、BALTAN）
- むっちり豊満Gcupグラマラス 篠崎かんな8時間BEST（8月13日、Fitch）※単体ベスト
- 真四畳半 生徒の母親のカラダが犯罪レベルに豊満すぎて満足させてもらった件 (人妻 篠崎かんな31歳)（10月8日、プラム）
- 揉みくちゃにされた妻のおっぱい（10月13日、ながえSTYLE）
- むっちむち肉感Gカップ乳 篠崎かんなOPPAI BEST（10月19日、OPPAI）※単体ベスト
- ネトラレーゼ 会社の後輩に妻を寝取られた話し 篠崎かんな（10月22日、タカラ映像）
- AV女優自画撮りオナニーコレクション 第五弾（12月11日、V&R PRODUCE）※オムニバス作品

- ぽっちゃり マシュマロ妻「篠崎かんな」BEST（3月25日、ながえSTYLE）※単体ベスト

### アダルトVR
- VRライブ配信消し忘れ 3（3月22日、イエロー/妄想族）
- HQ超激的高画質 超肉厚な神尻の家政婦が杭打ち高速ピストン騎乗位でイクVR（5月14日、ROYAL/HHH-VR）
- ハズレ無しデリヘル ～理想的な肉感ボディ! 神尻・神乳デリヘル嬢の超肉厚サービスにリピート確定!～（7月19日、CASANOVA）
- 出張先の壁が薄～いホテルで声ガマン性交…でも同僚と生はマズくない?（7月19日、ワープエンタテインメント）
- お尻を近くで見続けるVR  2（8月10日、KMPVR）
- むっちむちの極エロの身体 篠崎さん（8月14日、KMPVR）
- 旦那には見せない。地味めな爆乳隣人妻と汗にまみれた大胆な夜（8月19日、KMPVR -bibi-）
- HQ 劇的超高画質 エステ嬢かんなが魅せる! 2 巨乳巨尻グラマラス肉感魅了!（8月21日、ブイワンVR）
- 鬼フェラVR（8月24日、KMPVR）
- 巨乳を揉んで楽しむVR（9月14日、KMPVR）
- 結婚初夜に童貞喪失!デカ乳新妻が優しくエッチを教えてくれた…初体験のキス/オッパイ揉み/フェラで大暴発!肌が触れ合う濃厚密着SEXで何度も膣内射精!（9月20日、V&R PRODUCE）
- 「シコっていっぱい出すのよ…」 自慰行為も知らない童貞の僕を見かねたデカ乳母が目を見つめながらオナニーサポート! ベロキス/耳舐め/濃厚フェラ/相互オナニーで射精を促すも僕のギン勃ちチ○ポに我慢できずに筆おろし生挿入! 絶対ナイショの近親相姦中出しSEX!（10月18日、V&R PRODUCE）
- あなたは悪徳看守、かんなは囚人。あなたの目の前であんなこともこんなことも（11月6日、4KVR）
- むっちり不動産レディの内見パンチラ胸チラ誘惑営業VR（12月3日、ワンズファクトリー）
- 超画質革命! 本番禁止のエステサロンでGcupエステ嬢が豹変! 淫語責め寸止め焦らしOILテカテカ中出しセックス（12月6日、こあらVR）
- 超画質革命! 即ズボ!! オフィスでデカ丸尻の女上司に媚薬を飲まされ逆キメパコ中出し性交（12月14日、こあらVR）
- HQ 60fps 出張先で会社の後輩と相部屋に! デカチンと噂の後輩くんに勝手に跨りハメて中出しザーメン搾取SEX!! 「今日は安全日♡」（12月29日、こあらVR）

- 乳首責め専門デリヘル嬢に騎乗位で生中出し かんなさん (30)（1月23日、Mr.michiru VR）
- VRドラマ 不倫団地妻（6月1日、4K VR）
- VRドラマ マット風俗で本気で感じる人妻（6月1日、4K VR）
- VRドラマ 昭和にトリップしたボク（6月1日、4K VR）※「VRドラマ 不倫団地妻」と「VRドラマ マット風俗で本気で感じる人妻」を一つにまとめた完全版。
- いやらしすぎる妻の肉体VR（6月25日、ながえSTYLE）

- ねだり求め続ける女（4月30日、爆脳VR）

### イメージDVD
- Venus-Style (2019年10月18日、メディアブランド) ※Blu-ray 同時発売

## 書籍・出版物

### デジタル写真集
- デジグラ・デラックス 篠崎かんな 001（2021年10月25日、PAD）
- デジグラ・デラックス 篠崎かんな 002（2021年12月3日、PAD）
- デジグラ・デラックス 篠崎かんな 003（2021年12月14日、PAD）

### 雑誌
- 月刊FANZA 2019年8月号（ジーオーティー）- インタビュー
- 実話BUNKA超タブー 2020年3月号（コアマガジン）- 袋とじ「【豪華袋とじ】松本菜奈美・篠崎かんな・川原かなえ・稲葉るか・市丸ひめ他 ムチムチ美女9人 乳揺れ母性セックス」

## 出演

### テレビ
- パラダイステレビPresents　STOP　AIDSチャリティー　エロは地球を救う!おっぱい募金2019!（2019年12月1日、パラダイステレビ）[14]
- ダラケ! 〜お金を払ってでも見たいクイズ〜（BSスカパー!）♯38-39   スカパー！アダルト放送大賞2020ノミネート女優大集合！人気セクシー女優ダラケのA-1グランプリ2020！！前編/後編 (2020年1月13日,1月27日)[15]

### 映画
- 魔性尻　おまえが欲しい（2020年2月21日、オーピー映画）- 夏目結衣 役
- ペッティング・モンスター  快楽喰いまくり（2021年7月30日、オーピー映画）- 佐藤灯里 役
- 犬とナマズ THE DOG & THE CATFISH（2024年12月14日、オーピー映画）